# Juan Miguel Mauro
Juan Miguel Mauro, fue un cacique o lonco mapuche que gobernó las tierras cercanas al río Cachapoal en los siglo XVII y XVIII, donde actualmente se encuentra la ciudad de Rancagua, Chile. Su presencia histórica representa ser el cacique en el momento de la fundación de la Villa Santa Cruz de Triana realizada por Manso de Velasco, actual Rancagua.